# Diao Chan
Diao Chan (貂蟬, py: Diāo Chán) var en af de fire skønheder fra det gamle Kina. Det siges at hun blev født i år 176 e.kr. (I Romance of the three Kingdoms, nævnes der, at hun er 16 år, da hun bliver sat på opgaven, at få den mægtige kriger Lü¨Bu til at dræbe sin tyranniske adoptivefar Dong Zhuo)
I modsætning til de tre andre skønheder, står hun ikke nævnt i de historiske tekster og kan meget vel være en fiktiv person. Ifølge historiske optegnelser havde den mægtige kriger Lü Bu et forhold til en af Dong Zhuos elskerinder, men der er ingen beviser på, at dette var Diao Chan.
Diao Chan optræder i Beretningen om de tre kongedømmer (Romance of the Three Kingdoms), skrevet af forfatteren Luo Guanzhong fra Ming-dynastiet, hvor hun medvirker til et plot af tjenestemanden Wang Yun om at overtale Lü Bu til at dræbe tyranen Dong Zhuo. Det gør hun ved at blive Dong Zhuos konkubine samtidig med at hun er Lü Bu's betroede. Det skaber naturligvis splid mellem de to mænd pga. jalousi. Lu Bu måtte flygte efter at have dræbt Dong Zhuo, og han tabte efterfølgende en kamp med Dong Zhuos generaler. Han mødtes dog med Diao Chan en gang siden. Han døde i 198 e.kr., da hans by var under belejring. Diao Chan endte med at blive en af Cao Caos konkubiner. Dog siger andre forskellige legender, at hun enten blev dræbt af Guan Yu eller sendt tilbage til sin hjemby, hvor hun levede, til hun blev gammel. 
Der er en myte forbundet med Diao Chans død. Kort efter at Lü Bu blev besejret i Xuzhou, blev Diao Chan overgivet til sejrherren, Cao Cao. Cao Cao brugte derefter Diao Chan til at overtale en tilfangetaget general, Guan Yu, til at kæmpe på Cao Cao's side. Derefter huggede Guan Yu hende i to, så hun ikke ville kunne forføre andre med hendes skønhed.